# Discografia lui Marcel Budală
Discografia acordeonistului Marcel Budală însumează numeroase apariții discografice (discuri, benzi de magnetofon, casete audio, CD-uri) ce conțin înregistrări efectuate în perioada 1950-1984 la casa de discuri Electrecord și la Radiodifuziunea Română.

## DiscuriElectrecord
| An   | Număr de catalog | Format                     | Piese | Acompaniament                                            |
| 1955 | EPA 1871         | shellac, 25 cm, 78 RPM     | Hora Bucureștilor | orchestra Ionel Banu                                     |
| 1956 | EPA 1987         | shellac, 25 cm, 78 RPM     | Dunăreanca | O.M.P.R., dirijor Victor Predescu                        |
| 1956 | EPA 1988         | shellac, 25 cm, 78 RPM     | Geamparalele | O.M.P.R., dirijor Victor Predescu                        |
| 1956 | EPA 2087         | shellac, 25 cm, 78 RPM     | Hora nouă | O.M.P.R., dirijor Victor Predescu                        |
| 1956 | EPA 2203         | shellac, 25 cm, 78 RPM     | Jocul Costeico | O.M.P.R., dirijor Nelu Urziceanu                         |
| 1956 | EPA 2226         | shellac, 25 cm, 78 RPM     | Jocul de la Cobadin | O.M.P.R., dirijor Nelu Urziceanu                         |
| 1958 | EPC 145          | vinil, 17 cm, 33 ⅓ RPM     | 3. Geamparalele de la Topraisar | orchestra Victor Predescu                                |
| 1958 | EPC 147          | vinil, 17 cm, 33 ⅓ RPM     | 3. Sârbă craioveană | orchestra Victor Predescu                                |
| 1960 | EPA 3071         | shellac, 25 cm, 78 RPM     | Hora lui Marin | orchestra Victor Predescu La clarinet Nicolae Băluță     |
| 1960 | EPC 168          | vinil, 17 cm, 33 ⅓ RPM     | 1. Geamparalele de la Topraisar | orchestra Victor Predescu                                |
| 1960 | EPC 169          | vinil, 17 cm, 33 ⅓ RPM     | 1. Hora Bucureștilor | orchestra Ionel Banu                                     |
| 1961 | 45-EPC 260       | vinil, 17 cm, 45 RPM       | 3. Sârba nuntașilor 4. Hora lui Marin | orchestra Victor Predescu La clarinet Nicolae Băluță (4) |
| 1964 | EPA 3264         | shellac, 25 cm, 78 RPM     | 1. Hora "Cucu" din Moldova 2. Geamparalele din Murfatlar | orchestra Victor Predescu                                |
| 1964 | 45-EPC 381       | vinil, 17 cm, 45 RPM       | 1. Hora „Cucu” din Moldova 2. Geamparalele de la Murfatlar 3. Sârba de la Trestiana 4. Geamparalele din Regiunea București | orchestra Victor Predescu                                |
| 1964 | EPC 528          | vinil, 17 cm               | 1. Hora rudărenilor 2. Am o mamă bolnăvioară 3. Horă lăutărească 4. Sârba de la Domnești | orchestra Victor Predescu                                |
| 1965 | EPA 3369         | shellac, 25 cm, 78 RPM     | 1. Hora ca la Crama 2. Sârba de la Odobești | orchestra Victor Predescu                                |
| 1966 | EPD 1120         | vinil, LP, 25 cm, 33 ⅓ RPM | 7. Hora călțunarilor 8. Cântec dinspre ziuă 9. Sârba moldovenească 10. Nevastă, nevastă 11. Băcăuanca 12. Sârba de nuntă ca la Drăgășani | orchestra Constantin Mirea                               |
| 1967 | EPC 934          | vinil, 17 cm, 33 ⅓ RPM     | 1. Hora ca la Cotnari 2. Suceveanca 3. Dorul meu nu-i călător 4. În zori 5. Geamparaua constănțenilor 6. Breaza din Argeș | orchestra Radu Voinescu                                  |
| 1970 | EPD 1246         | vinil, LP, 25 cm, 33 ⅓ RPM | 1. La cules de vii 2. Copilul străin 3. Ciuboțica 4. Sârbă lăutărească 5. Horă 6. Cântă cucul de trei zile 7. Ca la Breaza 8. Sârba de la Podul Iloaiei | orchestra Constantin Mirea                               |
| 1972 | EPE 0615         | vinil, LP, 30 cm, 33 ⅓ RPM | 3. Ca la nuntă 6. Cântec lăutăresc de masă 8. Sârba de la Titu 10. Hora de mână | orchestra Constantin Mirea                               |
| 1974 | ST-EPE 01054     | vinil, LP, 30 cm, 33 ⅓ RPM | 1. Horă lăutărească 2. Sârba de la Făgădău 3. Hora nuntașilor 4. Cadâneasca 5. Cântec de ascultare 6. Cântec de petrecere din Teaca 7. Hora lui Vișan 8. Sârba 9. Dunăre, apa zglobie 10. La culescul viilor 11. Pune masa, soacră mare 12. Frumoasă-i tinerețea                             | orchestra Constantin Mirea                               |
| 1984 | ST-EPE 02573     | vinil, LP, 30 cm, 33 ⅓ RPM | 1. Cântec de dragoste 2. Turturică, turturea 3. Hora de la Urziceni 4. Sârba lui Cucu de la Frumușani 5. De străin ce sunt pe lume 6. Sârba de la Motru 7. Dimineața în zori 8. Hora în trei părți 9. Hora legănată 10. Geamparalele dobrogene 11. Maică, măiculița mea 12. Sârbă dobrogeană | orchestra Marius Olmazu                                  |

## ÎnregistrăriRadio România
Toate înregistrările lui Marcel Budală din Fonoteca Radio România au fost efectuate pe benzi de magnetofon.
| Anul înreg. | Piese | Acompaniament                     | Note                                                  |
| 1951        | Hora de la Lupeni | O.M.P.R., dirijor Nicu Stănescu   |                                                       |
| 1955        | Dunăreanca Geamparalele Hora nouă | O.M.P.R., dirijor Victor Predescu | transpuse pe discurile EPA 1987, EPA 1988 și EPA 2087 |
| 1956        | Jocul Costeico Jocul de la Cobadin | O.M.P.R., dirijor Nelu Urziceanu  | transpuse pe discurile EPA 2203 și EPA 2226           |
| 1961        | Cântec din Băilești Cântec oltenesc Ceangăiasca de la Bacău Cimpoiul Geamparalele din regiunea București Geampara Sârba de la Trestiana | O.M.P.R., dirijor Victor Predescu |                                                       |
| 1969        | Breaza Niculai, Niculăiță Păsărică cenușie Sârba de la Câmpulung Spune, spune moș bătrân                                                | O.M.P.R., dirijor Victor Predescu |                                                       |
| 1975        | Hora nuntașilor | O.M.P.R., dirijor Ionel Banu      |                                                       |
| 1979        | La poalele pădurii | O.M.P.R., dirijor Marius Olmazu   |                                                       |
| 1986        | Cântec de petrecere Hora mare | O.M.P.R., dirijor Marius Olmazu   |                                                       |
| indisp.     | Brâulețul | O.M.P.R., dirijor Ionel Banu      |                                                       |
| indisp.     | Breaza fetelor | O.M.P.R., dirijor Radu Voinescu   |                                                       |
| indisp.     | Câte stele sunt pe cer | O.M.P.R., dirijor Radu Voinescu   |                                                       |
| indisp.     | Ce n-aș da să fiu iar mică | O.M.P.R., dirijor Radu Voinescu   |                                                       |
| indisp.     | Hora lentă după nuntă | O.M.P.R., dirijor Victor Predescu |                                                       |
| indisp.     | Hora lui Marin | O.M.P.R., dirijor Victor Predescu |                                                       |
| indisp.     | Hora moldovenească | O.M.P.R., dirijor Radu Voinescu   |                                                       |
| indisp.     | Jocul ciocănelelor | O.M.P.R., dirijor Radu Voinescu   |                                                       |
| indisp.     | Sârba lui Marcel Budală | O.M.P.R., dirijor Radu Voinescu   |                                                       |
| indisp.     | Se mărită Leana noastră | O.M.P.R., dirijor Radu Voinescu   |                                                       |